# Juan Héctor Guidi
Pour les articles homonymes, voir Guidi.
Juan Héctor Guidi, né le 14 juillet 1930 dans le partido d'Avellaneda et mort le 8 février 1973, est un footballeur argentin.  
Guidi réalise l'essentiel de sa carrière professionnelle au Club Atlético Lanús et compte 37 sélections en équipe d'Argentine.

## Carrière

### En club
Guidi évolue comme milieu de terrain. Il commence sa carrière dans le club de sa ville natale, Unidos de Piñeiro, d'où il rejoint le Club Atlético Lanús en 1949. Le club est relégué cette année-là, pour la première fois de son histoire, dans des conditions polémiques. En 1950 il contribue au succès de son équipe, qui remporte la Primera B Metropolitana, la deuxième division du championnat.
À l'exception d'une saison au CA Independiente en 1962, faisant suite à une nouvelle relégation de son club, Guidi réalise toute sa carrière à Lanús, où il dispute 320 matchs et marque dix buts en championnat. L'équipe réalise quelques performances notables, notamment en 1951 quand elle termine le premier tour du championnat en tête ou en 1956 quand elle termine au deuxième rang derrière River Plate. Cette saison-là, l'équipe est surnommée Los Globetrotters, pour souligner le grand talent de ses joueurs offensifs.

Guidi remporte un nouveau titre de champion de deuxième division en 1964 et arrête sa carrière sportive en 1966. Par la suite, il est à plusieurs reprises nommé entraîneur par le club.

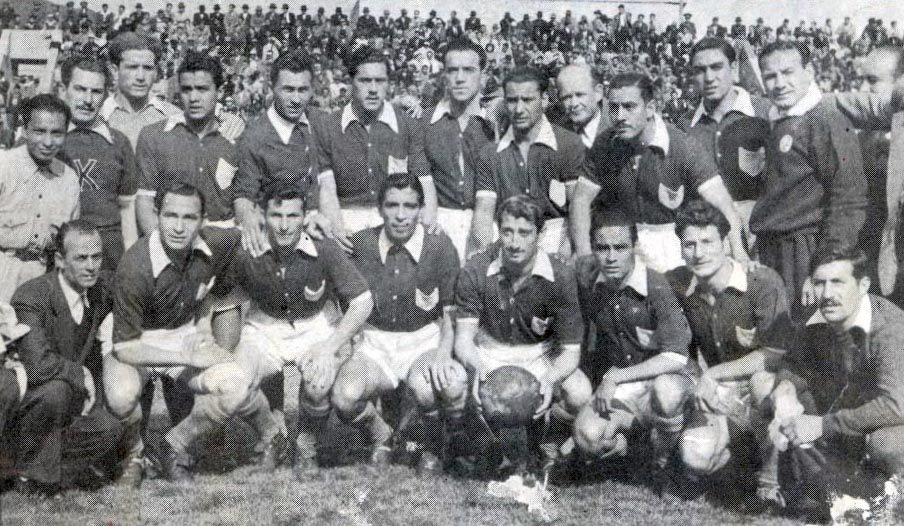
Les vainqueurs de la Primera B en 1950.
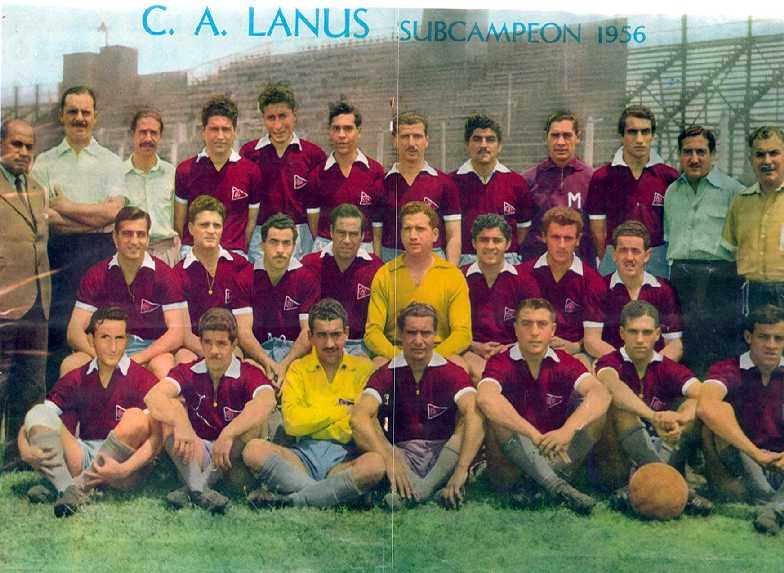
Les vice-champions d'Argentine en 1956.
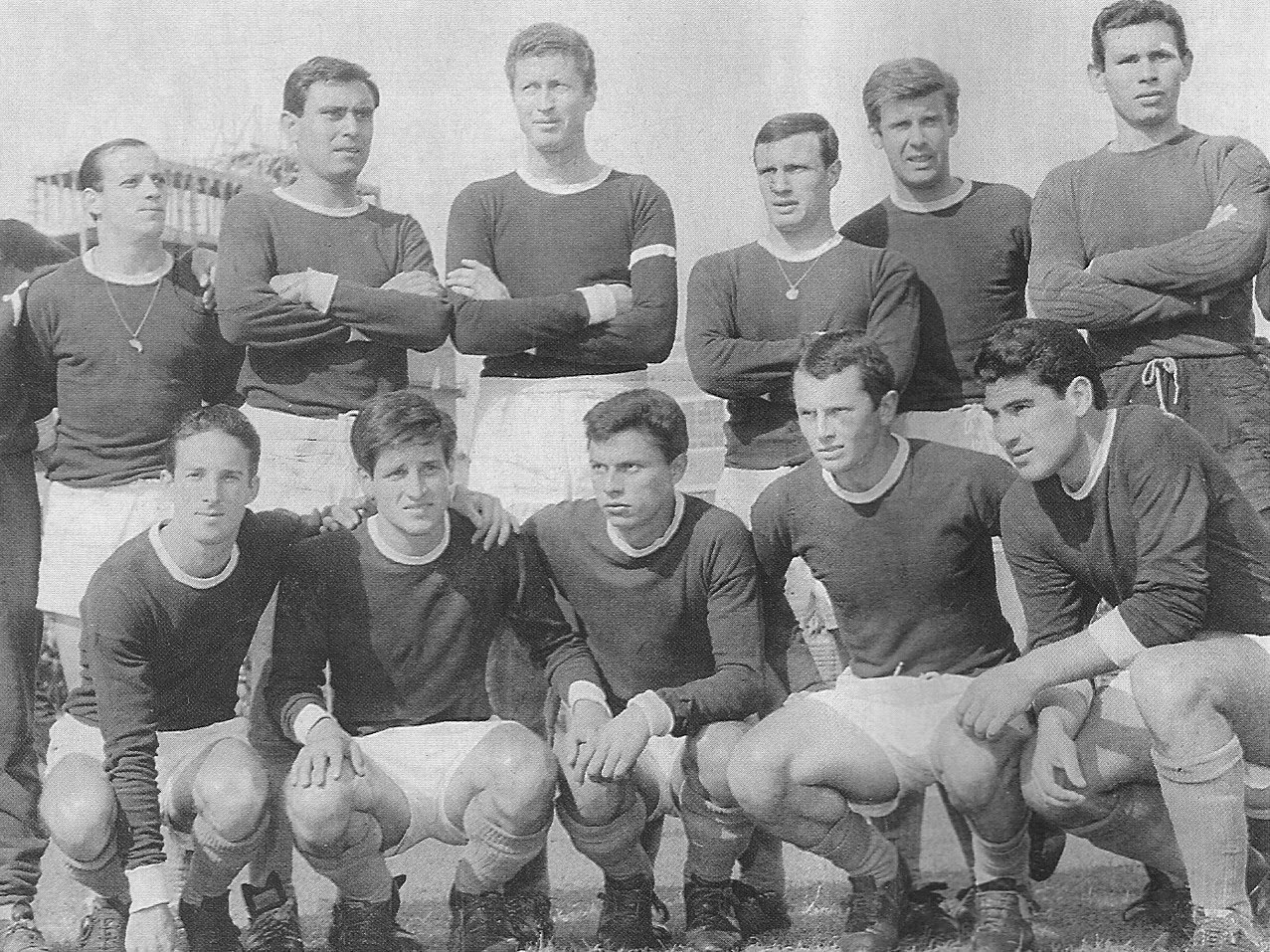
Les vainqueurs de la Primera B en 1964.

### En sélection
Guidi est appelé en équipe d'Argentine de 1956 à 1961. Il participe à deux éditions du championnat sud-américain (qui ne s'appelle pas encore Copa América) : celle, victorieuse, 1957 au Pérou, et celle de 1959 en Équateur, dont les Argentins terminent deuxièmes.  
Avec 37 sélections, il est à la fin de sa carrière l'un des joueurs les plus capés de l'histoire de l'équipe d'Argentine. 

## Hommages
Guidi meurt en 1973 à 42 ans. Considéré comme l'un des joueurs les plus emblématiques du Club Atlético Lanús, il donne son nom à l'une des rues à proximité du stade de La Fortaleza.